# Långban

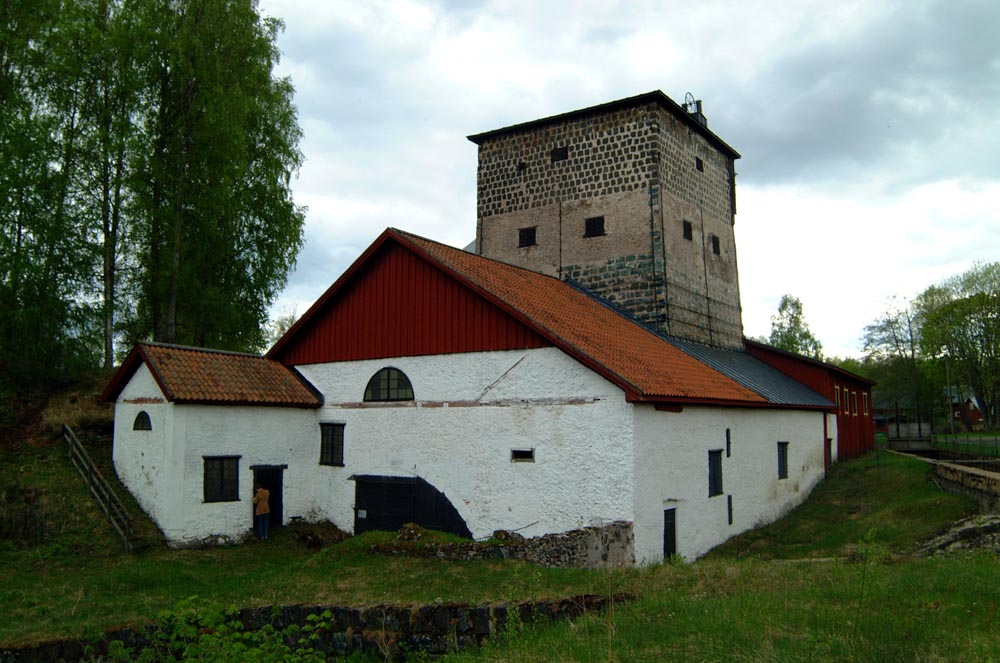
Alt forn a Långban

Långban és una localitat minera que es troba al districte de Bergslagen, a Värmland, una província de Suècia. Pertany al municipi de Filipstad, sent Filipstad la ciutat més propera, uns 21 km al sud. És el lloc de naixement de l'inventor suec-americà John Ericsson i el seu germà Nils Ericson.
Va ser explotada sistemàticament en el període comprés entre els anys 1911-72, però es té constància de la seva explotació ja al segle xv. La majoria de la mineria realitzada es va dur a terme per extreure minerals de ferro i minerals de manganès. A partir de l'any 1950, es va extreure només dolomita.
La zona minera de Långban és un dipòsit metamorfosejat de manganès i ferro, amb skarns extremadament complexos i pegmatites. Ha estat descrit com un dels jaciments més rics en minerals al món. Fins al mes de desembre de 2024 s'havien identificat a la zona més de 320 minerals diferents, i 79 d'aquests tenen Långban com a localitat tipus. La darrera espècie en ser descoberta en aquest jaciment és la friisita, aprovada per l'IMA en el mes d'octubre de 2024.

## Minerals descoberts a Långban
Aquestes són les espècies que han estat descobertes en aquesta localitat, algunes de les quals no han estat descrites a cap altre lloc més:
| Espècie           | Etimologia |
| Adelita           | Del grec adelos (fosc), per la seva falta de transparència.                                                    |
| Acrocordita       | Del grec akrochordon (berruga), per la forma dels seus agregats.                                               |
| Aminoffita        | Del mineralogista suec Gregori Aminoff, expert en la mineralogia de Långban.                                   |
| Arakiïta          | Del professor Takaharu Araki, per les seves determinacions d'estructures cristal·lines de minerals.            |
| Armangita         | Per la seva composició: arsènic i manganès.                                                                    |
| Arsenoclasita     | Del grec αρσενικόν (arsènic) i κλάσις (exfoliació), per la seva bona exfoliació i el seu contingut en arsènic. |
| Barylita          | Del grec βαρυζ (pesat) i λιτθοσ (pedra), per la seva alta densitat.                                            |
| Bergslagita       | De la regió de Bergslagen.                                                                                     |
| Berzeliïta        | Del químic suec Jöns Jakob Berzelius.                                                                          |
| Blixita           | Del químic Ragnar Blix, qui va realitzar l'anàlisi de molts minerals de Långban.                               |
| Britvinita        | Del mineralogista rus Sergei Nikolaevich Britvin.                                                              |
| Bromellita        | Del mineralogista i físic suec Magnus von Bromell.                                                             |
| Caryinita         | Del grec κορύινος (en error), pel seu color.                                                                   |
| Dixenita          | Del grec δύο (dos) i ξένος (convidat), en referència a l'associació llavors única de sílice i òxid arsenòs.    |
| Ecdemita          | Del grec έκδημος (inusual), per la seva composició.                                                            |
| Ericssonita       | De l'inventor suec nascut a Långban John Ericsson.                                                             |
| Erssonita         | [ 20 ] |
| Eveïta            | De la figura bíblica d'Eva.                                                                                    |
| Filipstadita      | De la localitat de Filipstad, propera a Långban.                                                               |
| Filolitita        | Del grec φίλος (amic) i λίθος (pedra), en honor de l'associació "Amics de la mineralogia".                     |
| Finnemanita       | De qui va trobar el primer espècimen, K.J. Finneman.                                                           |
| Fredrikssonita    | Del geoquímic Kurt A. Fredriksson.                                                                             |
| Freedita          | Del mineralogista nord-americà Robert L. Freed.                                                                |
| Friisita          | - |
| Gabrielsonita     | Del mineralogista suec Olof Erik Gabrielson.                                                                   |
| Ganomalita        | Del grec γανωμα (brillantor), a causa de la seva lluïssor adamantina.                                          |
| Gatedalita        | |
| Gonyerita         | Del químic Forest A. Gonyer, qui va anomenar i analitzar moltes espècies minerals.                             |
| Hedifana          | Del grec ηδύς (dolç o bonic) i φαίνεσθαι (semblar), en al·lusió a la seva aparença i brillantor.               |
| Hiärneïta         | Del pioner en la geologia a Suècia Urban Hiärne.                                                               |
| Hidrocerussita    | Per ser un carbonat de plom hidratat, similar a la cerussita.                                                  |
| Hjalmarita        | |
| Hyttsjöïta        | Del llac Hytssjon, a l'oest de Långban.                                                                        |
| Ingersonita       | Del geoquímic nord-americà Fred Earl Ingerson.                                                                 |
| Jagoïta           | Del col·leccionista de minerals nord-americà John Bernard Jago Trelawney.                                      |
| Joesmithita       | Del mineralogista anglès Joseph Victor Smith.                                                                  |
| Julgoldita-(Fe2+) | |
| Julgoldita-(Fe3+) | |

| Espècie           | Etimologia |
| Kentrolita        | Del grec κεντρί (espiga), en al·lusió al seu hàbit.                                                                                   |
| Långbanita        | De Långban, la seva localitat tipus.                                                                                                  |
| Långbanshyttanita | De Långbanshyttan, l'antic nom de la mina.                                                                                            |
| Langhofita        | |
| Magnetoplumbita   | En al·lusió a la seva propietat magnètica i el seu contingut en plom.                                                                 |
| Magnussonita      | Per Nils Harald Magnusson, per les seves contribucions a la geologia i mineralogia de Långban.                                        |
| Manganarsita      | Per la seva composició: manganès i arsènic.                                                                                           |
| Manganberzeliïta  | Del químic suec Jöns Jakob Berzelius i el seu contingut en manganès.                                                                  |
| Manganohörnesita  | L'anàleg amb manganès de la hörnesita.                                                                                                |
| Melanotekita      | Del grec μελανός (negre) i τήκεσθαι (fondre), en al·lusió a la seva aparença.                                                         |
| Molibdofil·lita   | Del grec molybdos (plom) i phyllos (fulla), en al·lusió al seu hàbit i el contingut en plom.                                          |
| Ortopinakiolita   | Dimorf ortoròmbic de la pinakiolita.                                                                                                  |
| Parwelita         | Del químic suec Alexander Parwel, qui va realitzar moltes anàlisis de minerals de Långban, incloent aquest.                           |
| Paulmooreïta      | Del professor nord-americà de física Paul (Paulus) B. Moore.                                                                          |
| Perita            | Del geòleg suec Per Adolf Geijer. |
| Pinakiolita       | Del grec πινάκιον (petita tauleta) i λίθος (pedra), en al·lusió a la forma tubular prima dels cristalls.                              |
| Piroaurita        | Del grec πυρ (foc) i del llatí aurum (pedra), en al·lusió al seu color groc daurat quan s'escalfa a temperatures relativament baixes. |
| Piroaurita-2H     | Per la seva relació estructural amb la piroaurita.                                                                                    |
| Pirobelonita      | Del grec πυρ (foc) i βελόνη (agulla), en al·lusió al seu color i a l'hàbit acicular dels seus cristalls.                              |
| Quenselita        | Del professor de mineralogia suec Percy Dudgeon Quensel.                                                                              |
| Richterita        | Del professor de química Hieronymus Theodor Richter, co-descobridor de l'indi.                                                        |
| Rouseïta          | Del professor Roland Rouse. |
| Sahlinita         | De Carl Sahlin, gerent dels treballs del ferro a Suècia.                                                                              |
| Skogbyita         | - |
| Stenhuggarita     | Del suec stenhuggare (pedra mason), en honor del geoquímic i mineralogista neozelandès Brian Harold Mason.                            |
| Sundiusita        | Del mineralogista suec Nils Sundius.                                                                                                  |
| Sverigeïta        | Pel país d'origen, Suècia (Sverige).                                                                                                  |
| Swedenborgita     | Del científic suec Emanuel Swedenborg.                                                                                                |
| Takeuchiïta       | Del professor Yoshio Takéuchi, qui va predir l'existència de l'espècie i la seva estructura cristal·lina.                             |
| Tilasita          | Del geòleg suec Daniel Tilas. |
| Trigonita         | Del grec τρίγωνον (triangle), en al·lusió a la forma comuna dels seus cristalls.                                                      |
| Turneaureïta      | Del geòleg nord-americà Frederick Stewart Turneaure.                                                                                  |
| Vargita           | |
| Welinita          | Del mineralogista suec Eric Welin. |
| Welshita          | Del mineralogista nord-americà Wilfred "Bill" Reinhardt Welsh.                                                                        |
| Wermlandita       | De la província sueca de Värmland (Wermland).                                                                                         |
| Wickmanita        | Del mineralogista suec Frans Erik Wickman.                                                                                            |
| Wiklundita        | |
| Zenzenita         | De Nils Zenzén, curador del Museu Suec d'Història Natural.                                                                            |

També és el primer lloc on s'han descrit aquestes cinc espècies, les quals són varietats o espècies no aprovades per l'Associació Mineralògica Internacional (IMA):
| Espècie          | Descripció                                                                                  |
| α-Vredenburgita  | Una fase metaestable tetragonal homogènia, probablement sinònim de l'iwakiïta.              |
| Ericssonita-2O   | Desacreditada per l'IMA l'any 2011 ja que correspon al politip ortoròmbic de l'ericssonita. |
| Heliofil·lita    | Pel que sembla és una espècie dimorfa de l'ecdemita.                                        |
| Hidrohausmannita | Un pseudomorf de pirocroïta que conté feitknechtita i hausmannita.                          |
| Urbanita         | Varietat d'aegirina.                                                                        |